# Джіоґа (округ, Огайо)
Шаблон:StateAbbr_ 41°30′ пн. ш. 81°10′ зх. д. / 41.5° пн. ш. 81.17° зх. д.
Округ  Джіоґа (англ. Geauga County [dʒiˈɔːɡə]) — округ (графство) у штаті  Огайо, США. 
Окружний центр - місто Чардон.
Ідентифікатор округу 39055.

## Історія
Округ утворений 1806 року.

## Демографія
За даними перепису 
2000 року 
загальне населення округу становило 90895 осіб, зокрема міського населення було 33101, а сільського — 57794.
Серед мешканців округу чоловіків було 44702, а жінок — 46193. В окрузі було 31630 домогосподарств, 24997 родин, які мешкали в 32805 будинках.
Середній розмір родини становив 3,24.
Віковий розподіл населення поданий у таблиці:
| Стать    | До 15 років | 15-21 | 22-29 | 30-39 | 40-49 | 50-65 | 65-85 | Понад 85 |
| -------- | ----------- | ----- | ----- | ----- | ----- | ----- | ----- | -------- |
| Чоловіки | 10847       | 4189  | 3018  | 5760  | 7976  | 8262  | 4303  | 347      |
| Жінки    | 10456       | 3959  | 2919  | 6325  | 7999  | 8307  | 5291  | 937      |

## Суміжні округи
- Лейк — північ
- Ештабула — північний схід
- Трамбалл — південний схід
- Портадж — південь
- Каягога — захід
- Самміт — південний захід

## Виноски
1. ↑  U.S. Decennial Census. United States Census Bureau. Архів оригіналу за 26 квітня 2015. Процитовано 8 лютого 2015.
2. ↑  Historical Census Browser. University of Virginia Library. Архів оригіналу за 11 серпня 2012. Процитовано 8 лютого 2015.
3. ↑  Forstall, Richard L., ред. (27 березня 1995). Population of Counties by Decennial Census: 1900 to 1990. United States Census Bureau. Архів оригіналу за 14 лютого 2015. Процитовано 8 лютого 2015.
4. ↑  Census 2000 PHC-T-4. Ranking Tables for Counties: 1990 and 2000 (PDF). United States Census Bureau. 2 квітня 2001. Архів оригіналу (PDF) за 18 грудня 2014. Процитовано 8 лютого 2015.
5. ↑  State & County QuickFacts. United States Census Bureau. Архів оригіналу за 6 червня 2011. Процитовано 8 лютого 2015.(англ.) Наведено за англійською вікіпедією.
6. ↑  American FactFinder. Бюро перепису населення США. Архів оригіналу за 26 лютого 2012. Процитовано 31 січня 2008.

| США | Це незавершена стаття з географії США. Ви можете допомогти проєкту, виправивши або дописавши її. |